# Gyilkos a házban (televíziós sorozat)
A Gyilkos a házban (eredeti cím: Only Murders in the Building) 2021-től vetített amerikai krimisorozat, amelyet Steve Martin és John Hoffman alkotott. A főszerepben Steve Martin, Martin Short és Selena Gomez látható.
Amerikában a Hulu mutatta be 2021. augusztus 31-én. Magyarországon 2022. június 14-én jelent meg a Disney+ oldalán, szinkronosan. 

## Ismertető
A sorozat története három, kezdetben vadidegen, lakóházi szomszéd köré összpontosul, akikben csupán egy a közös: mindhárman nagy rajongói a true crime műfajnak. Miután New York-i lakásuk épületében bekövetkezik egy gyanús haláleset, amit a rendőrség öngyilkosságnak titulál, úgy döntenek, elindítják a saját nyomozásukat az ügyben, amiből podcastot csinálnak. Rövidesen rájönnek, hogy az eset felgöngyölítésével jóval zűrösebb ügybe keveredtek, mint azt elsőre gondolták volna...

## Szereplők

### Főszereplők
| Szereplő             | Színész                 | Magyar hang        | Leírás                                                                                       | Évad |
| -------------------- | ----------------------- | ------------------ | -------------------------------------------------------------------------------------------- | ---- |
| Charles-Haden Savage | Steve Martin            | Csankó Zoltán      | Nyugdíjas színész, aki a 90-es években a Brazzos című sorozat sztárja volt. A 14C-ben lakik. | 1–   |
| Oliver Putnam        | Martin Short            | Kassai Károly      | Pénzügyi nehézségekkel küzdő Broadway rendező. A 10D-ben lakik.                              | 1–   |
| Mabel Mora           | Selena Gomez            | Bogdányi Titanilla | Fiatal, különc nő. A 12E-ben lakik, amit a nagynénjének újít fel.                            | 1–   |
| Oscar Torres         | Aaron Dominguez         | Ágoston Péter      | Mabel gyerekkori barátja, akit tévesen börtönre ítélték a barátnője meggyilkolásáért.        | 1    |
| Jan Bellows          | Amy Ryan                | Orosz Anna         | Fagottművész, aki szintén az Arconiában él. Randevúzni kezd Charles-szal.                    | 1–2  |
| Howard Morris        | Michael Cyril Creighton | Elek Ferenc        | Az Arconia habókos, macskaimádó lakója.                                                      | 1–   |
| Alice Banks          | Cara Delevingne         | Györfi Anna        | Egy művészeti galéria tulajdonosa, aki szerelmes lesz Mabelbe.                               | 2    |

### Mellékszereplők
| Szereplő              | Színész              | Magyar hang                                    | Leírás | Évad |
| --------------------- | -------------------- | ---------------------------------------------- | --- | ---- |
| Ursula                | Vanessa Aspillaga    | Kokas Piroska (1. évad) Makay Andrea (2. évad) | Az Arconia épületvezetője.                                                                                      | 1–   |
| Lester                | Teddy Coluca         | Kajtár Róbert                                  | Az Arconia főportása.                                                                                           | 1–5  |
| Will Putnam           | Ryan Broussard       | Makranczi Zalán                                | Oliver fia, állatorvos.                                                                                         | 1–   |
| Tim Kono              | Julian Cihi          | Markovics Tamás                                | A 9C lakója, akit meggyilkolnak. Mabel és Oscar gyerekkori barátja.                                             | 1    |
| Cinda Canning         | Tina Fey             | Kisfalvi Krisztina                             | A Semmi sem OKÉ című podcast házigazdája.                                                                       | 1–   |
| Poppy White           | Adina Verson         | Bálint Adrienn                                 | Cinda Canning asszisztense.                                                                                     | 1–2  |
| Arnav                 | Maulik Pancholy      | Seder Gábor                                    | Arconiai lakos, Charles szomszédja.                                                                             | 1    |
| Bunny Folger          | Jayne Houdyshell     | Zsurzs Kati                                    | Az Arconia igazgatótanácsának elnöke.                                                                           | 1–2  |
| Mrs. Gambolini (hang) | Jayne Houdyshell     | Zsurzs Kati                                    | Bunny beszélő papagája, aki otromba megjegyzéseket tesz másokra.                                                | 2    |
| Williams nyomozó      | Da’Vine Joy Randolph | Kocsis Mariann                                 | A Kono-gyilkosság nyomozója, aki kezdetben öngyilkosságnak véli az ügyet.                                       | 1–   |
| Uma Heller            | Jackie Hoffman       | Sági Tímea                                     | Arconiai lakos.                                                                                                 | 1–   |
| Ndidi Idoko           | Zainab Jah           | Timkó Eszter                                   | Arconiai lakó, aki meg akarja venni Tim lakását.                                                                | 1    |
| Dr. Grover Stanley    | Russell G. Jones     | Dézsy Szabó Gábor                              | Arconiai lakó, aki terapeuta.                                                                                   | 1–   |
| Sazz Pataki           | Jane Lynch           | Kovács Nóra                                    | Charles egykori kaszkadőre.                                                                                     | 1–4  |
| Teddy Dimas           | Nathan Lane          | Kőszegi Ákos                                   | Egy görög étellánc tulajdonosa, Oliver régi ismerőse, aki szponzorálja a podcastot.                             | 1–2  |
| Theo Dimas            | James Caverly        | Nem beszél                                     | Teddy siket fia.                                                                                                | 1–   |
| Kreps nyomozó         | Michael Rapaport     | Minárovits Péter                               | A Folger-gyilkosság nyomozója.                                                                                  | 2    |
| Nina Lin              | Christine Ko         | Erdős Borcsa                                   | Az Arconia igazgatótanácsának tagja.                                                                            | 2    |
| Lucy                  | Zoe Colletti         | Engel-Iván Lili                                | Charles volt barátnőjének tizenhat éves lánya, akivel Charles gyengéd apa-lánya kapcsolatot ápol.               | 2    |
| Jonathan              | Jason Veasey         | Varga Rókus                                    | Howard szomszédja és későbbi élettársa.                                                                         | 2–3  |
| Joy                   | Andrea Martin        | Vándor Éva                                     | Charles régi ismerőse, sminkes.                                                                                 | 2–3  |
| Ben Glenroy           | Paul Rudd            | Széles Tamás                                   | Híres filmsztár, aki Oliver egyik előadásával tervezi a Broadwayen való debütálását, mielőtt váratlanul meghal. | 2–3  |
| Glen Stubbins         | Paul Rudd            | Széles Tamás                                   | Ben ír szármzású kaszkadőre.                                                                                    | 4    |
| Loretta Durkin        | Meryl Streep         | Bánsági Ildikó                                 | Tehetséges, ám küszködő színésznő, Oliver előadásának szereplője.                                               | 3–   |
| Kimber                | Ashley Park          | N/A                                            | Feltörekvő színésznő és influenszer, Oliver előadásának szereplője.                                             | 3    |
| Dickie Glenroy        | Jeremy Shamos        | N/A                                            | Ben testvére és menedzsere.                                                                                     | 3    |
| Donna DeMeo           | Linda Emond          | N/A                                            | Broadway producer, aki Oliver előadását pénzeli.                                                                | 3    |
| Cliff DeMeo           | Wesley Taylor        | N/A                                            | Donna fia, Oliver előadásának másik producere.                                                                  | 3    |
| Biswas nyomozó        | Gerrard Lobo         | N/A                                            | A Glenroy-gyilkosság nyomozója.                                                                                 | 3    |
| Tobert                | Jesse Williams       | N/A                                            | Dokumentumfilmes, aki Oliver előadásának kulisszatitkairól készít felvételeket.                                 | 3    |
| Bev Melon             | Molly Shannon        | N/A                                            | Befolyásos producer a Paramount Pictures-nél, aki meg akarja filmesíteni a podcastot.                           | 4    |
| Eugene Levy           | Eugene Levy          | N/A                                            | Önmaga, aki Charlest játssza a podcast alapján készülő filmadaptációban.                                        | 4    |
| Zach Galifianakis     | Zach Galifianakis    | N/A                                            | Önmaga, aki Olivert játssza a podcast alapján készülő filmadaptációban.                                         | 4    |
| Eva Longoria          | Eva Longoria         | N/A                                            | Önmaga, aki Mabelt játssza a podcast alapján készülő filmadaptációban.                                          | 4    |
| Tawny Brothers        | Siena Werber         | N/A                                            | Ikertestvérek, a podcast alapján készülő film rendezői.                                                         | 4    |
| Trina Brothers        | Catherine Cohen      | N/A                                            | Ikertestvérek, a podcast alapján készülő film rendezői.                                                         | 4    |
| Marshall P. Pope      | Jin Ha               | N/A                                            | A podcast alapján készülő film forgatókönyvírója.                                                               | 4    |
| Vince Fish            | Richard Kind         | N/A                                            | Szemkendőt viselő arconiai lakos az épület nyugati szárnyában.                                                  | 4    |
| Rudy Thurber          | Kumail Nanjiani      | N/A                                            | Arconiai lakos, testépítő, aki karácsonyi témájú edzővideókat csinál.                                           | 4    |
| Sofia Caccimelio      | Téa Leoni            | N/A                                            | Rejtélyes nő, aki felbéreli Charlest, Olivert és Mabelt a férje eltűnésének kinyomozására.                      | 4–5  |

### Epizódszereplők
| Szereplő          | Színész              | Magyar hang         | Leírás                                                                                          | Évad |
| ----------------- | -------------------- | ------------------- | ----------------------------------------------------------------------------------------------- | ---- |
| Zoe Cassidy       | Olivia Reis          | Csuha Bori          | Mabel, Tim és Oscar gyerekkori barátja, aki évekkel ezelőtt lezuhant az Arconia tetejéről.      | 1    |
| Sting             | Sting                | Rosta Sándor        | Önmaga, az Arconia egyik lakója.                                                                | 1    |
| Silvia Mora       | Mandy Gonzalez       | Mezei Kitty         | Mabel édesanyja.                                                                                | 1    |
| Vaughn            | Roy Woody Jr.        | Barabás Kiss Zoltán | Egy kertészeti podcast házigazdái, ami sikeresebbnek bizonyul, mint a Gyilkosságok házon belül. | 1    |
| Lucian            | Jacob Ming-Trent     | Minárovits Péter    | Egy kertészeti podcast házigazdái, ami sikeresebbnek bizonyul, mint a Gyilkosságok házon belül. | 1    |
| Jimmy Fallon      | Jimmy Fallon         | Varga Gábor         | Önmaga, híres televíziós személyiség.                                                           | 1    |
| Marv              | Daniel Oreskes       | Kerekes József      | A Gyilkosságok házon belül podcast lelkes rajongói.                                             | 1–2  |
| Paulette          | Ali Stroker          | Kardos Eszter       | A Gyilkosságok házon belül podcast lelkes rajongói.                                             | 1–2  |
| Sam               | Jaboukie Young-White | Baráth István       | A Gyilkosságok házon belül podcast lelkes rajongói.                                             | 1–2  |
| Amy Schumer       | Amy Schumer          | F. Nagy Erika       | Önmaga, új lakó az Arconiában, aki tévésorozatot akar csinálni a podcastból.                    | 2    |
| Leonora Folger    | Shirley MacLaine     | Halász Aranka       | Bunny édesanyja.                                                                                | 2    |
| Charles Savage    | Ben Livingston       | Végh Péter          | Charles néhai édesapja. Csupán flashback-jelenetekben szerepel.                                 | 2    |
| Matthew Broderick | Matthew Broderick    | N/A                 | Önmaga, Oliver Broadway előadásának szereplője.                                                 | 3    |
| Mel Brooks        | Mel Brooks           | N/A                 | Önmaga, Oliver régi kollégája.                                                                  | 3    |
| Maxime Spear      | Noma Dumezweni       | N/A                 | Színházkritikus, aki vonakodva kíséri figyelemmel Oliver előadását.                             | 3    |
| Doreen            | Melissa McCarthy     | N/A                 | Charles testvére.                                                                               | 4    |
| Scott Bakula      | Scott Bakula         | N/A                 | Önmaga, egyike azon színészeknek, akiknek Sazz a kaszkadőre volt.                               | 4    |
| John McEnroe      | John McEnroe         | N/A                 | Önmaga, híres teniszjátékos.                                                                    | 4    |
| Milton Dudenoff   | Griffin Dunne        | N/A                 | Filmszakos egyetemi tanár, aki eltűnt a nyílvánosság elől.                                      | 4    |
| Ron Howard        | Ron Howard           | N/A                 | Önmaga, híres filmrendező.                                                                      | 4    |

## Magyar változat
- Magyar szöveg: Fehérvári Laura
- Hangmérnök és szinkronrendező: Kránitz Lajos András
- Vágó: Kránitz Bence
- Gyártásvezető: Bogdán Anikó
- Produkciós vezető: Máhr Rita

A szinkront az SDI Media Hungary készítette.

## Epizódok
| Évad | Évad | Epizódok | Eredeti sugárzás    | Eredeti sugárzás    | Magyar sugárzás     | Magyar sugárzás     |
| Évad | Évad | Epizódok | Évadpremier         | Évadfinálé          | Évadpremier         | Évadfinálé          |
| ---- | ---- | -------- | ------------------- | ------------------- | ------------------- | ------------------- |
|      | 1    | 10       | 2021. augusztus 31. | 2021. október 19.   | 2022. június 14.    | 2022. június 14.    |
|      | 2    | 10       | 2022. június 28.    | 2022. augusztus 23. | 2022. június 28.    | 2022. augusztus 23. |
|      | 3    | 10       | 2023. augusztus 8.  | 2023. október 3.    | 2023. augusztus 8.  | 2023. október 3.    |
|      | 4    | 10       | 2024. augusztus 27. | 2024. október 29.   | 2024. augusztus 27. | 2024. október 29.   |
|      | 5    | 10       | 2025. szeptember 9. | 2025. október 28.   | 2025. szeptember 9. | 2025. október 28.   |

## A sorozat készítése
2020 januárjában bejelentették, hogy Steve Martin és Martin Short egy cím nélküli Hulu sorozat főszereplője lesz, amelyet Martin és John Hoffman készítettek. 2021 szeptemberében berendelték a sorozat második évadát, ami 2022. június 28-án jelent meg. 2022 júliusában megújították egy harmadik évadra. 2023 októberében megújították egy negyedik évadra. 2024 szeptemberében berendelték az ötödik évadot.

### Szereposztás
A kezdeti bejelentés mellett bejelentették, hogy Martin és Short lesznek a főszereplők. 2020 augusztusában Selena Gomez csatlakozott a szereplőgárdához. 2020 novemberében Aaron Dominguez is csatlakozott a szereplőgárdához. 2021 januárjában Amy Ryan csatlakozott a sorozathoz. Ugyanebben a hónapban Nathan Lane is csatlakozott. 2021. december 1-jén arról számoltak be, hogy Cara Delevingne csatlakozott a második évadhoz. 2022. január 12-én a bejelentették Shirley MacLaine és Amy Schumer szereplését. 2022. február 11-én Michael Rapaport csatlakozott a szereplőgárdához.
2022. október 25-én Jesse Williams csatlakozott a harmadik évadhoz. 2023. január 18-án kiderült, hogy Meryl Streep is csatlakozott a harmadik évadhoz. John Hoffman elmondása szerint Streep karakterét a színésznő 70-es évekbeli énje ihlette azzal a koncepcióval, mi lett volna, ha nem fut be a Broadwayen, és a mai napig egy felfedezetlen színésznő lenne a nyilvánvaló tehetsége ellenére. 2023. február 23-án Ashley Park is csatlakozott a harmadik évadhoz. 2023 márciusában Jeremy Shamos, Linda Emond és Wesley Taylor is csatlakozott a sorozathoz.
2024. február 14-én bejelentették, hogy Molly Shannon csatlakozott a negyedik évadhoz. Ugyanebben a hónapban kiderült, hogy Eva Longoria és Eugene Levy is szerepet kapott a negyedik évadban. 2024 márciusában Kumail Nanjiani és Zach Galifianakis is csatlakozott a sorozathoz. 2024 májusában kiderült, hogy Melissa McCarthy is szerepet kapott a negyedik évadban.
2025 márciusában bejelentették, hogy Keegan-Michael Key, Christoph Waltz és Renée Zellweger csatlakozott az ötödik évadhoz. 2025 áprilisában Logan Lerman és Beanie Feldstein is csatlakozott a sorozathoz.

### Forgatás
Az első évad forgatása 2020. december 3-án kezdődött New Yorkban. 2021 áprilisában fejeződött be. A második évad forgatása 2021. december 1-én kezdődött. A harmadik évad forgatása 2023. január 18-án vette kezdetét, amit a színészek személyesen jelentettek be az Instagram-oldalaikon. A negyedik évad forgatása 2024. március 1-én kezdődött meg Los Angelesben, miután bejelentették, hogy az évad történetének egy része új helyszínen fog játszódni. Az ötödik évad forgatása 2025 márciusa és júniusa között zajlott.

## Kulturális utalások
A sorozatban gyakran vannak nyílt vagy burkolt utalások közismert kulturális művekre. Ezek többnyire a humor és az önirónia célját szolgálják, de olyan is előfordul, hogy az adott epizód történetének szerves elemei.
- Az 1. évad 1. részében egy flashback jelenetből kiderül, hogy Mabel a The Hardy Boys című regénysorozat alapján barátkozott össze Tim Konóval. A könyvsorozat a későbbi epizódokban is fontos része a kettejük barátságának és a nyomozásnak.
- Az 1. évad 2. részében az Arconia épületvezetőjét, Ursulát Mabel több alkalommal is A kis hableány című rajzfilm azonos nevű szereplőjével köti össze.
- Az 1. évad 4. részében Mabel több zenei utalást is tesz, amikor tévesen próbálja beazonosítani Stinget; először a U2 rockegyüttesre, ahol összekeveri őt Bonóval, majd a Sledgehammer című Peter Gabriel-dalra.
- Az 1. évad 8. részében Bunny a Gyilkos sorok című sorozat főszereplőjéhez, Jessica Fletcher-hez hasonlítja Mabelt.
- Az 1. évad 9. részében Oliver a Charles és kaszkadőre, Sazz közötti félelmetes hasonlóságot az Ál/Arc című film eseményeivel vonja párhuzamba.
- A 2. évad 2. részében Oliver elmélete, hogy Bunny-t a saját édesanyja ölte meg, a Maffiózók című televíziós sorozat egyik epizódján alapszik.
- A 2. évad 4. részében Charles úgy jellemzi a Z-generációs fiatalok szóhasználatát, mint felirat nélkül nézni a Nyerd meg az életed című koreai sorozatot.
- A 2. évad 5. részében Alice Mabel öltözködését a Cheers című sorozat egyik szereplőjének, Normnak a ruhatárához hasonlítja.
- A 2. évad 6. részében Mabel elmesél egy történetet egy Jimmy Russo nevű személyről a múltjából. A vezetéknév utalás Alex Russóra, Selena Gomez híres karakterére a Varázslók a Waverly helyből című sorozatból.
- A 2. évad 8. részében az Arcóniában keletkezett áramkimaradás közben a szereplők egy ponton elkezdik énekelni Paul Simon The Sound of Silence című dalát. Az epizód címe szintén a dal első sorára (Hello, Darkness) utal.
- A 3. évad 2. részében Ben Glenroy fiktív filmjei között szerepel egy "Ant Family Adventures" című rajzfilm is, ahol a plakát szerint ő a főszereplő hangya hangja. Ez egy burkolt utalás a karaktert megformáló Paul Rudd híres szuperhős-szerepére, Scott Langra A Hangya című filmből.
- A 3. évad 3. részében Loretta elmeséli, hogy egyszer jelentkezett a Rémségek kicsiny boltja színpadi előadásának női főszerepére. A történet 1986-os filmadaptációjában Steve Martin volt az egyik főszereplő. 
  - Ugyanebben az epizódban Mabel Flubbernek becézi Tobert szokatlanul hangzó nevét, ami utalás a Flubber - A szórakozott professzor című filmre.
- A 3. évad 7. részében Matthew Broderick kapcsán többször van utalás a Producerek című film 2005-ös adaptációjára, amelyben Broderick játszotta a főszerepet. Az epizódban a film írója, Mel Brooks is felbukkan.
- A 3. évad 9. részében Charles, Oliver és Mabel úgy akarnak bejutni egy bíróságra, hogy Mabel menyasszonynak, Charles és Oliver pedig "örömapáknak" öltöznek. Utóbbiak így is hivatkoznak magukra, ami utalás Steve Martin és Martin Short közös filmjére, Az örömapa első és második részére.
- A 4. évad 1. részében, miután Oliver nem ismeri fel Zach Galifianakis-t, ő elmondja, hogy szerepelt minden idők legtöbb bevételt hozó vígjátékában. Oliver erre azt hiszi, ő "a kisfiú a Reszkessetek, betörőkből". Ez utalás arra, hogy Reszkessetek, betörők! volt minden idők legtöbb bevételt hozó amerikai vígjátéka, mígnem 2011-ben a Másnaposok 2., Galifianakis legismertebb filmje, megdöntötte a bevételi adatait. 
  - Ugyanebben az epizódban, Charles álmának részeként, jelenetek peregnek le a Volt egyszer egy vadnyugat című filmből.
- A 4. évad 2. részében Charles Sazz kapcsán egy fiktív dokumentumfilmet néz a A mennyország kapui című film készítéséről.
- A 4. évad 3. részében Eva Longoria állítása szerint úgy készült fel a Bébi úr: Családi ügy című filmre, hogy egy babát tanulmányozott. Ez egy parodisztikus utalás Longoria szerepére a filmben, mivel valójában egy felnőtt nő hangját adta. 
  - Hasonló utalás elhangzik a 4. évad 5. részében, ahol Longoria szerint azzal a feltétellel tért vissza a Született feleségek 8. évadába, hogy legalizálják a melegházasságot. A sorozat 2012-ben véget ért, míg a melegházasság csak 2015-ben lett legális minden amerikai tagállamban.
  - Szintén a 4. évad 3. részében Mabel az 1986-os Perfect Strangers című sorozat főcímdala alapján állapít meg egy fontos nyomot. A sorozat az évad későbbi epizódjaiban is szerepet játszik a nyomozásban.
- A 4. évad 5. részében Bev Melon elmondása szerint a Paramount visszautasította a 2023-as Barbie című film elkészítését. Ez utalás a filmet megelőző negatív kritikákra, szemben az elsöprő közönségsikerrel, amit a Warner Bros. stúdiónak hozott.
- A 4. évad 8. részében Rudy előadja Jack Nicholson híres monológját az Egy becsületbeli ügy című filmből. Egy másik utalást a Kapj el, ha tudsz című film említésével tesz, amelyben elmondása szerint statiszta volt. 
  - Ugyanebben az epizódban, egy filmes egyetemi kurzus során, Milton Dudenoff jeleneteket vetít le a Mentőcsónak és Az élet csodaszép című filmekből.
- A 4. évad 9. részében Mabel azzal gúnyolja ki Oliver állítólagos ismeretségét Ron Howard-dal, hogy önmagát Tom Hanks régi barátjának nevezi, utalva ezzel a  rendező és a színész rendszeres szakmai együttműködésére.
- A 4. évad 10. részében Charles a Brazzos sorozatban egy Kinkaid nevű bűnözőt említ. A név utalás Eddie Murphy karakterére Steve Martin Fergeteges forgatás című filmjéből. 
  - Ugyanebben az epizódban Sazz megemlíti, hogy dolgozott a Rendőrakadémia hetedik részén, Charles pedig a Drót című sorozatról mond el egy rövid adomát.

## Érdekességek
- A sorozat főcíme egy rövid animációs szegmens, ami évadonként minimálisan változik az előzőhöz képest.
  - Minden epizód főcíme tartalmaz egy apró részletet, amely valamilyen formában az aktuális epizód történetére utal.
- A főcím alatt egy kifejezetten a sorozat számára komponált, instrumentális zene szól. A végefőcím során viszont mindig egy ismert zenekartól vagy énekestől felhasznált zeneszám szól, aminek a szövege kapcsolódik az aktuális epizód történetéhez.
- Az epizódcímek mindig egy podcast indexkép formájában jelennek meg a főcím után.
- Minden epizód elején van egy bevezető narráció, amit mindig az aktuális epizód egyik meghatározó szereplője mond el.
- Az 1. évad 7. részének különlegessége, hogy egyáltalán nem hangzik el benne szöveges párbeszéd. Az epizód főszereplője Theo Dimas, aki süketsége révén nem hall semmit, ezért a jeleneteket vagy az ő szemszögéből mutatják, vagy olyan helyzeteket mutatnak be, ahol a többi szereplő sem beszél.
- A 2. évad különlegessége, hogy a végefőcím mindig tartalmaz egy puzzle-kockát, amelyen rajta van az aktuális epizód történetének egy fontos darabja. Az évad végére a puzzle-darabok egy egységes képet alkotnak.
- A 4. évad minden epizódcíme egy-egy híres hollywoodi film címét viseli. Ez egybevág az évad központi témájával, a hollywoodi filmforgatással.
- A 4. évad 6. részének különlegessége, hogy az ún. "found footage" technikával készült; minden jelenetet a szereplők által használt, különböző típusú kamerák rögzítenek, így mindig más és más perspektívából mutatják az eseményeket.